# Tolansky (cràter)

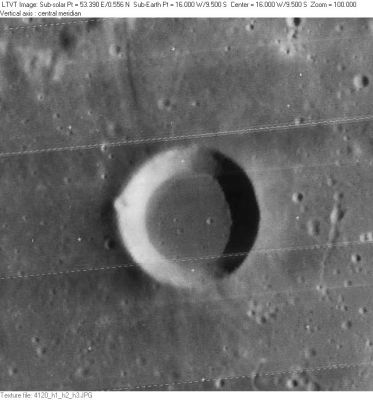
Fotografia de la missió Lunar Orbiter 4

Tolansky és un petit cràter d'impacte lunar de forma circular que es localitza al sud del cràter Parry, en la Mare Cognitum. La formació és simètrica, amb una vora exterior de color clar i un sòl interior més fosc. Una esquerda pertanyent a les Rimae Parry gairebé es connecta amb el bord nord-nord-oest de Tolansky. Situat al sud-sud-est apareix Guericke, un cràter de major grandària.

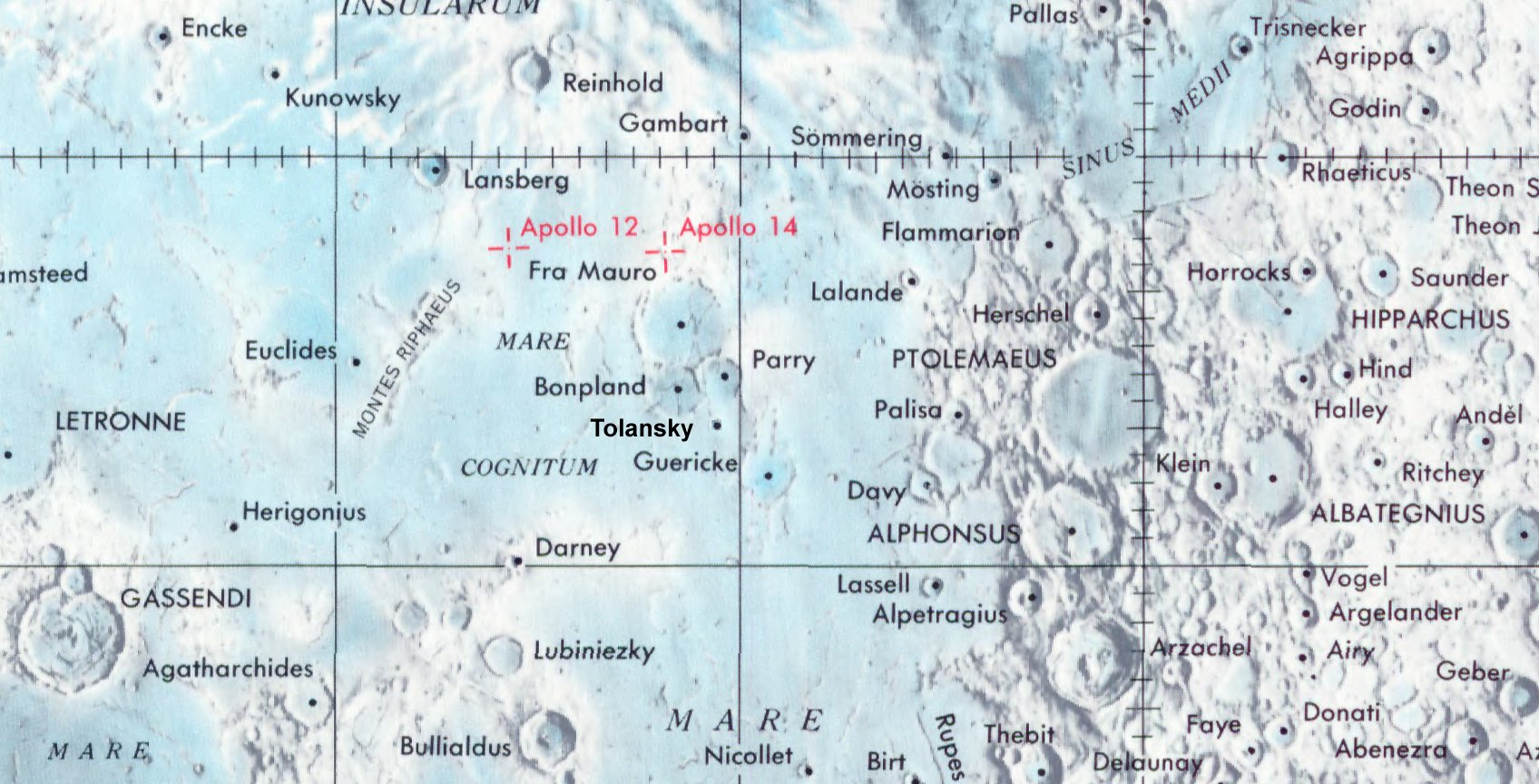
Localització de Tolansky (centre de la imatge)

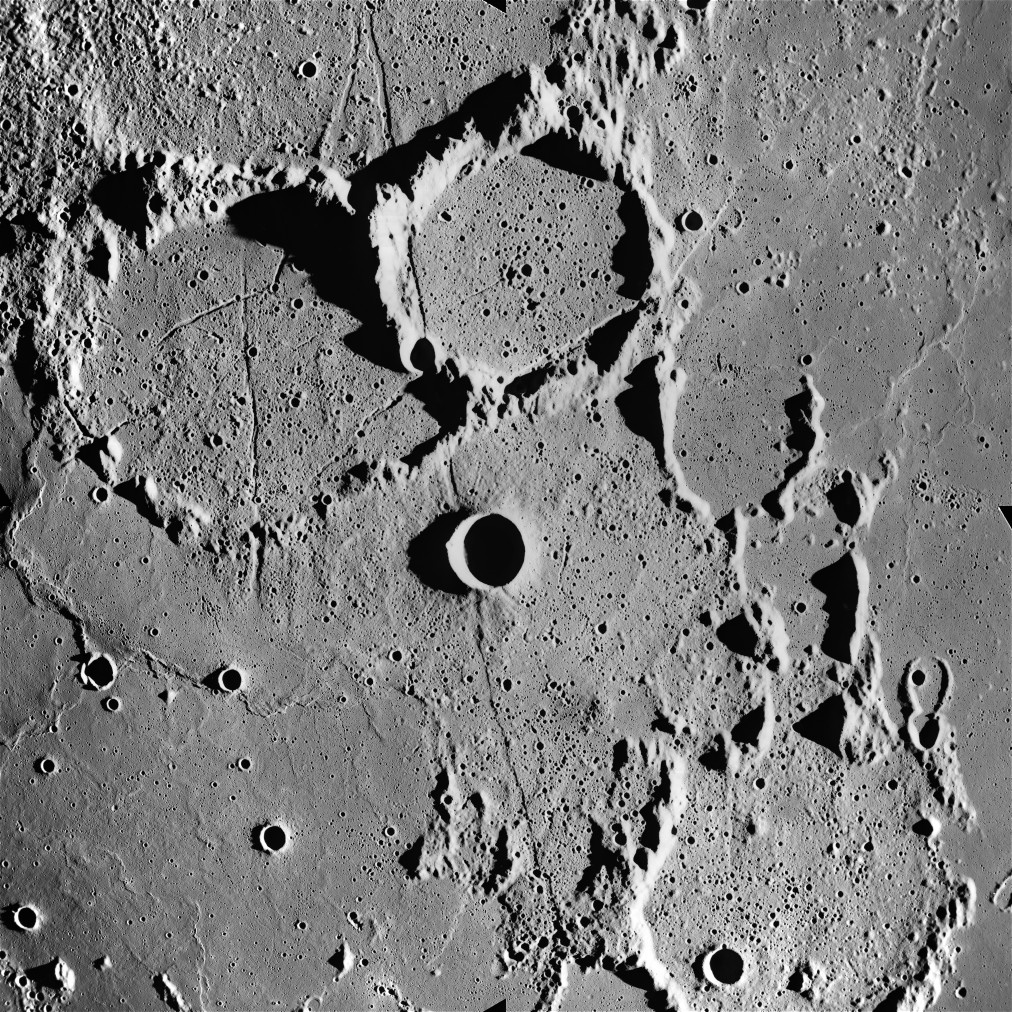
Fotografia de la missió Apol·lo 16

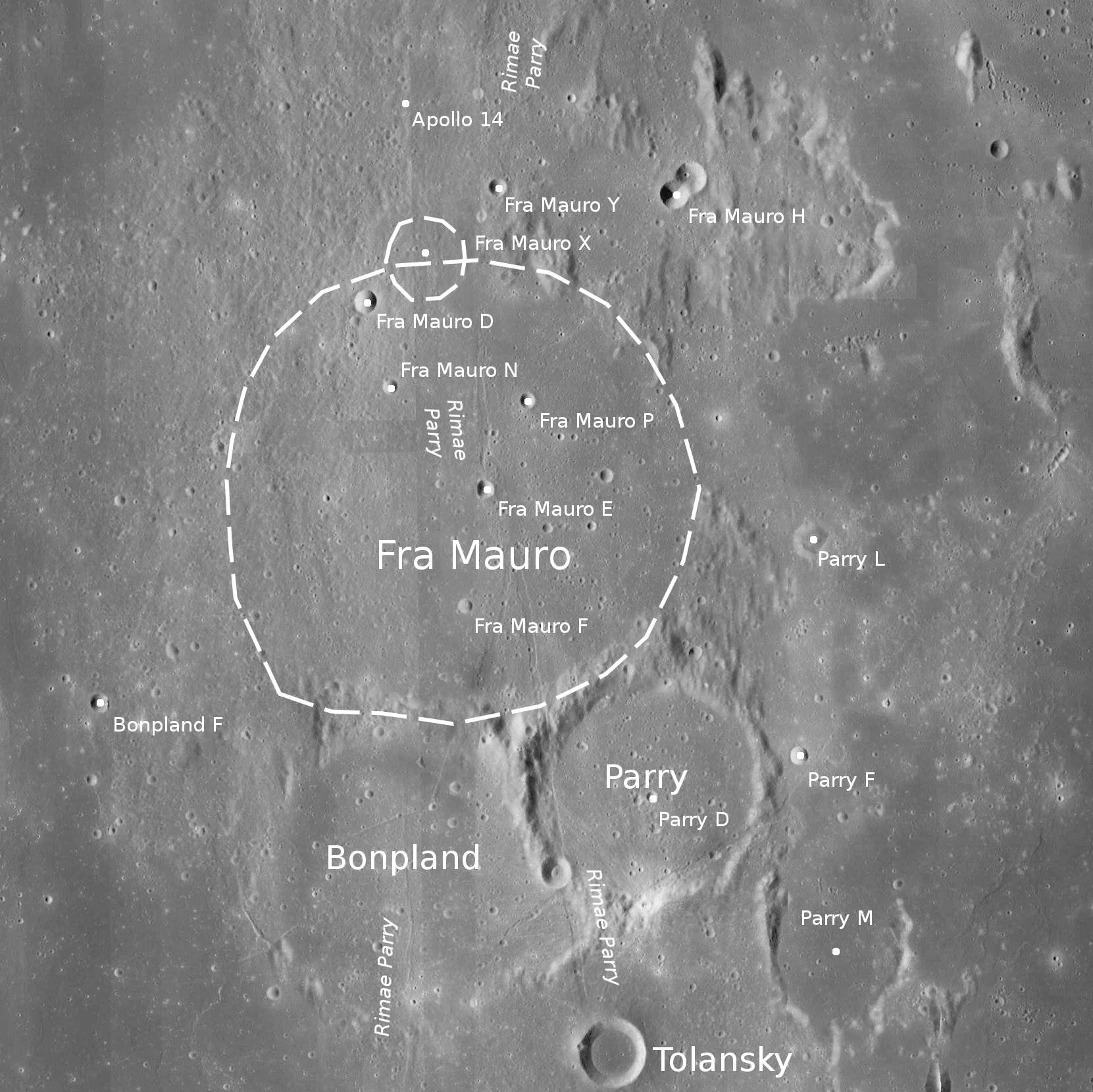
Fotografia de la missió LRO

Tolansky era abans conegut com a Parry A, abans que el seu nom actual fos aprovat per la UAI en 1976.